# Slovenský šachový svaz
Slovenský šachový svaz (SŠZ) je slovenský národní sportovní svaz, člen FIDE a Evropské šachové unie. Vznikl 16. května 1990 a navázal na činnost Československého šachového svazu.
V roce 2020 je v něm registrovaných přes 4 190 aktivních hráčů a 194 klubů.

## Historie
První šachová organizace, která působila na území Slovenska byla Ústřední jednota československých šachistů. Samostatný Slovenský šachový svaz byl vytvořen až v roce 1939, a to po vzniku Slovenské republiky. Po skončení války došlo 8. prosince 1945 ve Zlíně k dohodě zástupců českých a slovenských šachistů a k obnovení Ústřední jednoty československých šachistů, jejíž součástí byl i Slovenský šachový svaz. V roce 1953 v rámci socialistické reorganizace tělovýchovy a sportu byly šachy začleněny do tělesné výchovy a Slovenský šachový svaz až do roku 1989 působil jako organizační složka SOUV ČSZTV.
Slovenský šachový svaz s vlastní právní subjektivitou byl založen po sametové revoluci, tehdy jako občanské sdružení. Na ustavující konferenci Slovenského šachového svazu dne 29. dubna 1990 v Trnavě 52 delegátů jednomyslně schválilo první svazové stanovy a jeho orgány (předseda, rada, výkonný výbor a kontrolní komise).

## Prezidenti SSZ
Prvním prezidentem Slovenského šachového svazu byl Vavro Šrobár (* 1867–† 1950), známý slovenský politik, profesor, ústřední postava meziválečné slovenské politiky v Československu a stoupenec národní jednoty Čechů a Slováků. V moderní historii svazu byli prezidenty SSZ:  
- Peter Petrán (1993–1995)
- Viliam Puskailer (1995 –1998)
- Gustáv Šturc (1998– 2001)
- Milan Kajan (2001– 2003)
- Karol Pekař (2003–2009)
- Martin Huba (2009 –2015)
- František Jablonický (2015–2018)
- Zdenek Gregor (2018–)

Eva Repková, viceprezidentka SSZ, se v roce 2018 stala viceprezidentkou evropské šachové federace.

## Titulovaní hráči
Na Slovensku je momentálně 16 šachistů s titulem velmistra. S titulem mezinárodní mistr je na Slovensku 26 šachistů a s titulem mistra FIDE 57 šachistů. Slovenský šachový svaz má dvě ženy s titulem Woman Grandmaster, 2 s titulem Women International Master a 10 hráčů s titulem Woman Fide Master.

## Úspěchy
- 1. místo Mistrovství světa družstev seniorů – složení družstva: Ľubomír Ftáčnik, Gennadij Timoščenko, Igor Štohl, P. Petrán (2015)
- 1. místo Mistrovství střední Evropy družstev mužů – MITROPA (2015)
- Vicemistryně světa V. Gažíková v kategorií dívek do 16 let (2015)
- Mistrovství Evropské unie – Mureck: 3 medaile – S. L. Kostolanský, M. E. Musaev, A. Zetocha (2015)
- Mistrovství Evropské unie – Kouty: 2 medaile – L. Kapičáková, D. Ferková (2015)
- Mistrovství Evropy žen v rapid šachu: Júlia Kochetkova – bronzová medaile (2015)
- Mistrovství Evropské unie – Mureck: 2 medaile – stříbro: L. Ševčíková, M. Šošovičková (2016)
- Mistrovství Evropské unie – Kouty: 3 medaile – zlato: L. Kapičáková, S. Sáňková, bronz: R. Turcan (2016)
- Mistrovství Evropy mládeže, Praha – dívky do 10 let: bronz Viktória Nadzamová (2016)
- Mistrovství Evropské unie mládeže – Kouty: 2 medaile – zlato: K. Novomeského, L. Kapičáková, L. Ševčíková, stříbro M. Šošovičková, M. Kovaříková, A. Slabá (2017)
- 1. místo Mistrovství světa do 18 let – Viktor Gažík (2018)

## Projekty
- Chess in School: SSZ zajistil šachovým materiálem více než 300 základních škol na fungování šachových kroužků po vyučování.
- Matematicko-didaktické hry (na šachovnici): Výuka matematiky pomocí šachu hravou formou s cílem nevychovávat šachistů, ale mladých společensky úspěšných lidí. Přínos šachu pro vzdělání. Vyučování probíhá v na několika školách a také v třídách s romskou komunitou.
- Šachy ve městě: Úsilí SSZ napomoci budování šachových stolků v parcích a na náměstích ve slovenských obcích.
- Slovakia Tour: Jde o sérii turnajů, ve kterých mladí talentovaní hráči mohou získat normy na udělení titulů mezinárodních mistrů a velmistrů.
- Erasmus: Využití šachu pro výuku matematiky na základních školách